# 第18回オンライン映画批評家協会賞
18th Online Film Critics Society Awards

2014

作品賞: 

 『グランド・ブダペスト・ホテル』 
第18回オンライン映画批評家協会賞は2014年の映画を対象とした賞で、2014年12月8日にノミネーションが発表された。なお、受賞者は2014年12月15日に発表された。

## ノミネート・受賞一覧

### 作品賞
- 『グランド・ブダペスト・ホテル』
  - 『LEGO ムービー』
  - 『6才のボクが、大人になるまで。』
  - 『セッション』
  - 『ナイトクローラー』
  - 『Mommy/マミー』
  - 『イーダ』
  - 『サンドラの週末』
  - 『グローリー/明日への行進』
  - 『アンダー・ザ・スキン 種の捕食』

### 監督賞
- リチャード・リンクレイター - 『6才のボクが、大人になるまで。』
  - ウェス・アンダーソン - 『グランド・ブダペスト・ホテル』
  - エイヴァ・デュヴァーネイ - 『グローリー/明日への行進』
  - ジョナサン・グレイザー - 『アンダー・ザ・スキン 種の捕食』
  - リュック・ダルデンヌ、ジャン＝ピエール・ダルデンヌ - 『サンドラの週末』

### 主演男優賞
- マイケル・キートン - 『バードマン あるいは（無知がもたらす予期せぬ奇跡）』
  - レイフ・ファインズ - 『グランド・ブダペスト・ホテル』
  - ティモシー・スポール - 『ターナー、光に愛を求めて』
  - ジェイク・ジレンホール - 『ナイトクローラー』
  - ブレンダン・グリーソン - 『ある神父の希望と絶望の7日間』

### 主演女優賞
- ロザムンド・パイク - 『ゴーン・ガール』
  - ジュリアン・ムーア - 『アリスのままで』
  - アンヌ・ドルヴァル - 『Mommy/マミー』
  - エッシー・デイヴィス - 『ババドック 暗闇の魔物』
  - マリオン・コティヤール - 『サンドラの週末』

### 助演男優賞
- エドワード・ノートン - 『バードマン あるいは（無知がもたらす予期せぬ奇跡）』
  - ジョシュ・ブローリン - 『インヒアレント・ヴァイス』
  - J・K・シモンズ - 『セッション』
  - イーサン・ホーク - 『6才のボクが、大人になるまで。』
  - マーク・ラファロ - 『フォックスキャッチャー』

### 助演女優賞
- パトリシア・アークエット - 『6才のボクが、大人になるまで。』
  - ジェシカ・チャステイン - 『アメリカン・ドリーマー 理想の代償』
  - スザンヌ・クレマン - 『Mommy/マミー』
  - アガタ・クレシャ - 『イーダ』
  - ティルダ・スウィントン - 『スノーピアサー』

### オリジナル脚本賞
- ウェス・アンダーソン - 『グランド・ブダペスト・ホテル』
  - リチャード・リンクレイター - 『6才のボクが、大人になるまで。』
  - ポール・ウェブ - 『グローリー/明日への行進』
  - リュック・ダルデンヌ、ジャン＝ピエール・ダルデンヌ - 『サンドラの週末』
  - デミアン・チャゼル - 『セッション』

### 脚色賞
- ギリアン・フリン - 『ゴーン・ガール』
  - ポン・ジュノ、ケリー・マスターソン - 『スノーピアサー』
  - ルーカス・ムーディソン - 『ウィ・アー・ザ・ベスト!』
  - ポール・トーマス・アンダーソン - 『インヒアレント・ヴァイス』
  - ジョナサン・グレイザー、ウォルター・キャンベル - 『アンダー・ザ・スキン 種の捕食』

### 撮影賞
- ロバート・D・イェーマン - 『グランド・ブダペスト・ホテル』
  - ディック・ポープ - 『ターナー、光に愛を求めて』
  - リシャルト・レンチェフスキ、ウカシュ・ジャル - 『イーダ』
  - エマニュエル・ルベツキ - 『バードマン あるいは（無知がもたらす予期せぬ奇跡）』
  - ダニエル・ランディン - 『アンダー・ザ・スキン 種の捕食』

### 編集賞
- 『バードマン あるいは（無知がもたらす予期せぬ奇跡）』
  - 『6才のボクが、大人になるまで。』
  - 『セッション』
  - 『グランド・ブダペスト・ホテル』
  - 『ゴーン・ガール』

### アニメーション映画賞
- 『LEGO ムービー』
  - 『ベイマックス』
  - 『The Boxtrolls』
  - 『かぐや姫の物語』
  - 『ヒックとドラゴン2』

### 非英語作品賞
- 『サンドラの週末』 ベルギー
  - 『Mommy/マミー』 カナダ
  - 『消えた画 クメール・ルージュの真実』 カンボジア
  - 『かぐや姫の物語』 日本
  - 『イーダ』 ポーランド

### ドキュメンタリー映画賞
- 『Life Itself』
  - 『The Overnighters』
  - 『ナショナル・ギャラリー 英国の至宝』
  - 『消えた画 クメール・ルージュの真実』
  - 『Citizenfour』